# 9775 Joeferguson
9775 Joeferguson è un asteroide della fascia principale. Scoperto nel 1993, presenta un'orbita caratterizzata da un semiasse maggiore pari a 2,6127938 UA e da un'eccentricità di 0,1518942, inclinata di 2,56121° rispetto all'eclittica.